# De achtgever
Heer Bommel en de achtgever of kortweg De achtgever is 74ste verhaal uit de Bommelsaga, geschreven en getekend door Marten Toonder. Het verhaal verscheen voor het eerst op 18 februari 1957 en liep tot 8 mei van dat jaar. Het thema van het verhaal is het geven van de juiste bevelen.
Dit is een van de verhalen waarmee Toonder toont zich verdiept te hebben in de I Tjing.

## Samenvatting
Heer Bommel krijgt op een dag op slot Bommelstein bezoek van de Opperschatbewaarder van het verdwenen Rijk van het Midden, Ping Po, en diens bediende, de "achtgever" I Oen. Ping Po wil van zijn moeilijke taak als schatbewaarder af en ziet in "mandarijn" Bommel een geschikte opvolger. Ping Po overhandigt aan Heer Bommel een schatkist met een geschatte waarde 1.000.000.088 florijnen, inclusief de sleutel van de schatkist. Heer Bommel wordt tevens aangesteld als de nieuwe meester van I Oen, die blindelings alle bevelen opvolgt van degene die de sleutel in handen heeft.  
De volgende dag blijkt het schatkistje te zijn gestolen door Super en Hieper. Als I Oen de dieven met het kistje opspoort, krijgt hij zelf de schuld van de diefstal. Als I Oen in de gevangenis wordt onderzocht door professor Prlwytzkofsky, constateert die dat I Oen geheel ontoerekeningsvatbaar is. Commissaris Bulle Bas blijft bij zijn beschuldigingen en Heer Bommel moet getuigen tegen I Oen. Heer Bommel wil de sleutel van de schatkist teruggeven aan Ping Po, maar die weigert.
Uiteindelijk gaat I Oen er zelf vandoor met de schat, waarna onduidelijk blijft of hij goed op de schat blijft passen of deze verbrast.

## Film
Dit is een van de negen verhalen die in 1959/60 verfilmd werden voor de Amerikaanse markt, maar niet uitgebracht werden. In Nederland gebeurde dat uiteindelijk in 2012.

## Voetnoot
1. ↑  Venerius W. 2007  Heer Bommel en het Para-abnormale, over de magie in de Bommelsaga, Synthese ISBN 978-90-6271-040-9
2. ↑  De Toonder animatiefilms, Jan-Willem de Vries, uitgeverij Silvester, 2012.